# Merksem
Merksem (anterior caligrafiat: Merxem) este un district al comunei și orașului Antwerpen din Regiunea Flamandă a Belgiei. Districtul are aproximativ 42,000 de locuitori.

## Istoric
Istoria Merksemului datează din perioada galo-romană. În acea vreme regiunea era menționată ca Merk (frontieră) și Heim (așezare), fiind parte a diocezei Kamerijk. Merksem a fost secole la rând parte a unei comunități mai mari, împreună cu Schoten și Sint-Job-in-'t-Goor. În secolul al XVI-lea Merksem s-a separat de Schoten.
Bulevardul cunoscut acum cu numele Bredabaan (Calea Bredei), pe vremuri o cale majoră de acces în Antwerpen, începe în Merksem și continuă spre nord până la granița cu Țările de Jos. Capătul acestei artere este în orașul olandez Breda. Alte axe majore din Merksem sunt Lambrechtshoekenlaan, Groenendaallaan, Maantjessteenweg și Ringlaan. Împreună cu Bredabaan, ele pot fi considerate că delimitează centrul Merksemului. O altă axă principală a suburbiei este Canalul Albert, care conectează Portul Antwerpen cu râul Maas și este o componentă importantă a traficului fluvial de marfă.

## Demografie

### Evoluția populației

#### Secolul XIX
| An                                         | 1806 | 1816 | 1830 | 1846 | 1856 | 1866 | 1876 | 1880 | 1890 |
| ------------------------------------------ | ---- | ---- | ---- | ---- | ---- | ---- | ---- | ---- | ---- |
| Locuitori                                  | 873  | 1210 | 1529 | 2179 | 2566 | 3204 | 4307 | 5056 | 8453 |
| Notă: Rezultatele recensămintelor pe 31/12 |      |      |      |      |      |      |      |      |      |

#### Secolul XX
| An                                                                             | 1900   | 1910   | 1920   | 1930   | 1947   | 1961   | 1970   | 1980   | 1982   |
| ------------------------------------------------------------------------------ | ------ | ------ | ------ | ------ | ------ | ------ | ------ | ------ | ------ |
| Locuitori                                                                      | 11.648 | 17.659 | 20.173 | 26.166 | 29.139 | 36.098 | 39.768 | 41.202 | 41.553 |
| Notă: Rezultatele recensămintelor pe 31/12, cu excepția anului 1980 (pe 01/01) |        |        |        |        |        |        |        |        |        |

#### Secolul XXI
- 31 decembrie 2006 : 41.004
- 31 decembrie 2008 : 41.548

## Economie
Când încă mai existau Delsey Airlines (VG Airlines), sediul lor oficial era în Merksem.

## Politică

### Structură
Districtul Merksem este parte a orașului Antwerpen. Din acest motiv el este inclus în colegiul electoral din Antwerpen (același cu colegiul provinciei Antwerpen) și se află în circumscripția electorală de Antwerpen și secția de votare Antwerpen.
| Merksem                   | Merksem                   | Supranațional              | Național                            | Național                            | Comunitar                           | Regional                            | Provincial                          | Colegiu electoral      | Circumscripție         | Secție                 | Comunal             | Districtual           |
| ------------------------- | ------------------------- | -------------------------- | ----------------------------------- | ----------------------------------- | ----------------------------------- | ----------------------------------- | ----------------------------------- | ---------------------- | ---------------------- | ---------------------- | ------------------- | --------------------- |
| Administrativ             | Nivel                     | Uniunea Europeană          | Belgia                              | Belgia                              | Flandra                             | Flandra                             | Antwerpen                           | Antwerpen              | Antwerpen              | Antwerpen              | Antwerpen           | Merksem               |
| Administrativ             | Guvern                    | Comisia Europeană          | Guvernul Federal                    | Guvernul Federal                    | Guvernul Flandrei                   | Guvernul Flandrei                   | Puterea executivă                   | Puterea executivă      | Puterea executivă      | Puterea executivă      | Colegiul Comunal    | Colegiul Districtual  |
| Administrativ             | Parlament                 | Parlamentul European       | Camera Reprezentanților             | Parlamentul Flandrei                | Parlamentul Flandrei                | Parlamentul Flandrei                | Parlamentul Provincial              | Parlamentul Provincial | Parlamentul Provincial | Parlamentul Provincial | Consiliul Municipal | Consiliul Districtual |
| Circumscripție electorală | Circumscripție electorală | Colegiul electoral flamand | Circumscripția electorală Antwerpen | Circumscripția electorală Antwerpen | Circumscripția electorală Antwerpen | Circumscripția electorală Antwerpen | Circumscripția electorală Antwerpen | Antwerpen              | Antwerpen              | Antwerpen              | Antwerpen           | Merksem               |
| Alegeri                   | Alegeri                   | Europene                   | Federale                            | Federale                            | Flamande                            | Flamande                            | Provinciale                         | Provinciale            | Provinciale            | Provinciale            | Comunale            | Districtuale          |

### Foști primari
- 1800-1809: Jan Mertens
- 1809-1818: P.J.N. Beke
- 1818-1830: Frans Van Schevensteen
- 1831-1836: Franciscus Snels
- 1836-1890: Jacobus Franciscus Borrewater
- 1891-1919: Frans de l'Arbre
  - 1914-1919: Frans Victor Roosens, interimar
- 1919-1920: Frans Victor Roosens, interimar
- 1920-1933: Jozef Nolf
- 1933-1941: Alfons Van Tichel
- 1942-1944: Merksem este parte a Marelui Antwerpen
- 1944-1947: Leon Cornette, interimar
- 1947-1952: Leon Cornette
- 1953-1963: Alfons Van Tichel
- 1963-1969: Gabriël Theunis
- 1969-1976: Eduard Waghemans
- 1977-1982: Jozef Masure

### Foști președinți ai districtului (după fuziunea cu Antwerpen)
- 2001-2006: Kris Janssens
- 2007-2012: Gilbert Verstraelen
- 2013-prezent: Luc Bungeneers

### Colegiul electoral al districtului
| Colegiul electoral        | Colegiul electoral                                                                                   |
| ------------------------- | --- |
| Președintele districtului | Luc Bungeneers (N-VA)                                                                                |
| Consilieri municipali     | 1. Gilbert Verstraelen (Sp.a) 2. Wendy Simons (N-VA) 3. Karin Staes (Verzii) 4. Herman Gielen (N-VA) |

## Sport și cultură
Sportpaleis și Lotto Arena sunt amândouă situate în districtul Merksem și găzduiesc evenimente sportive majore, concerte și festivaluri.

## Imagini din Merksem

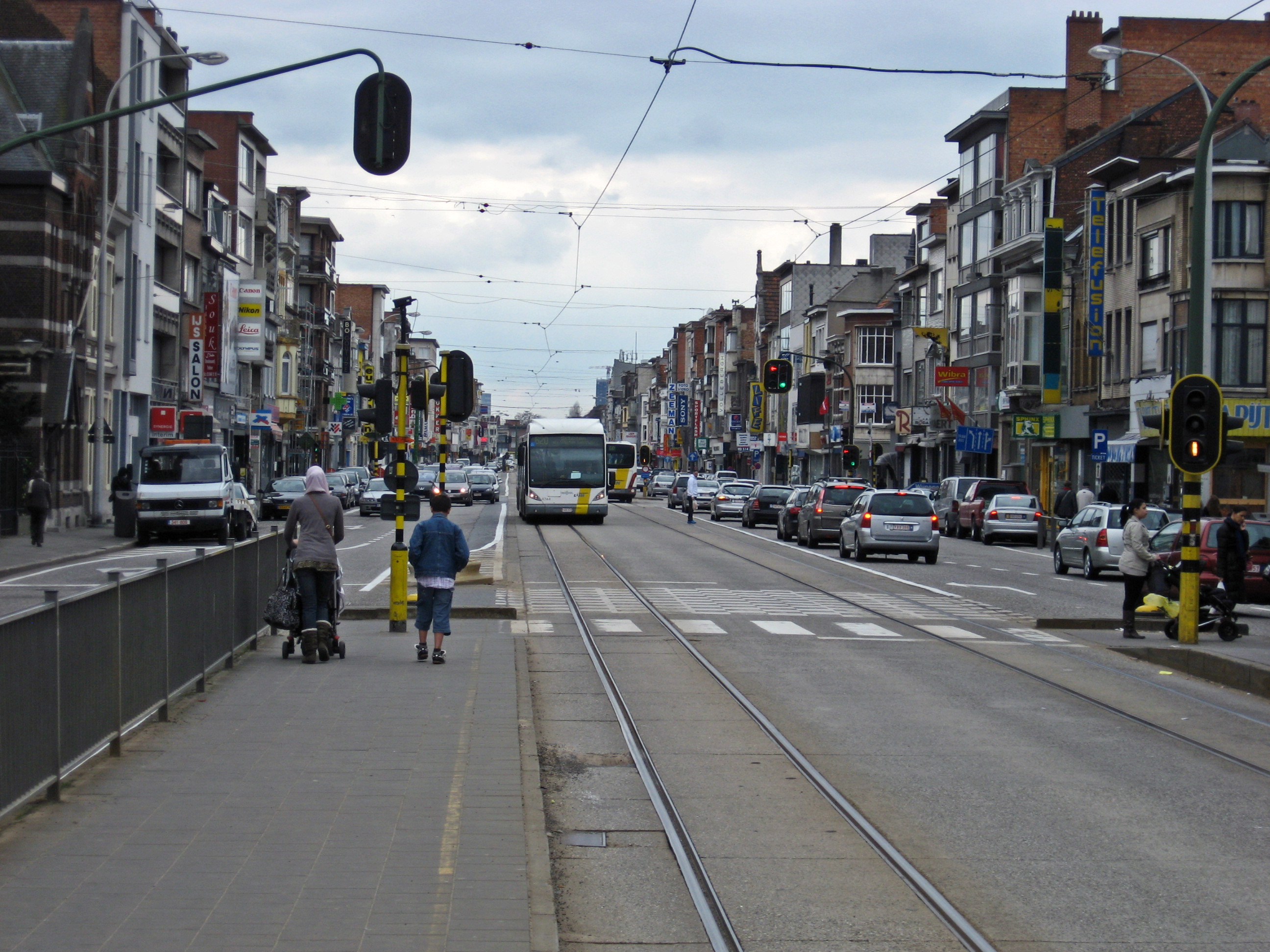
Bulevardul Bredabaan.
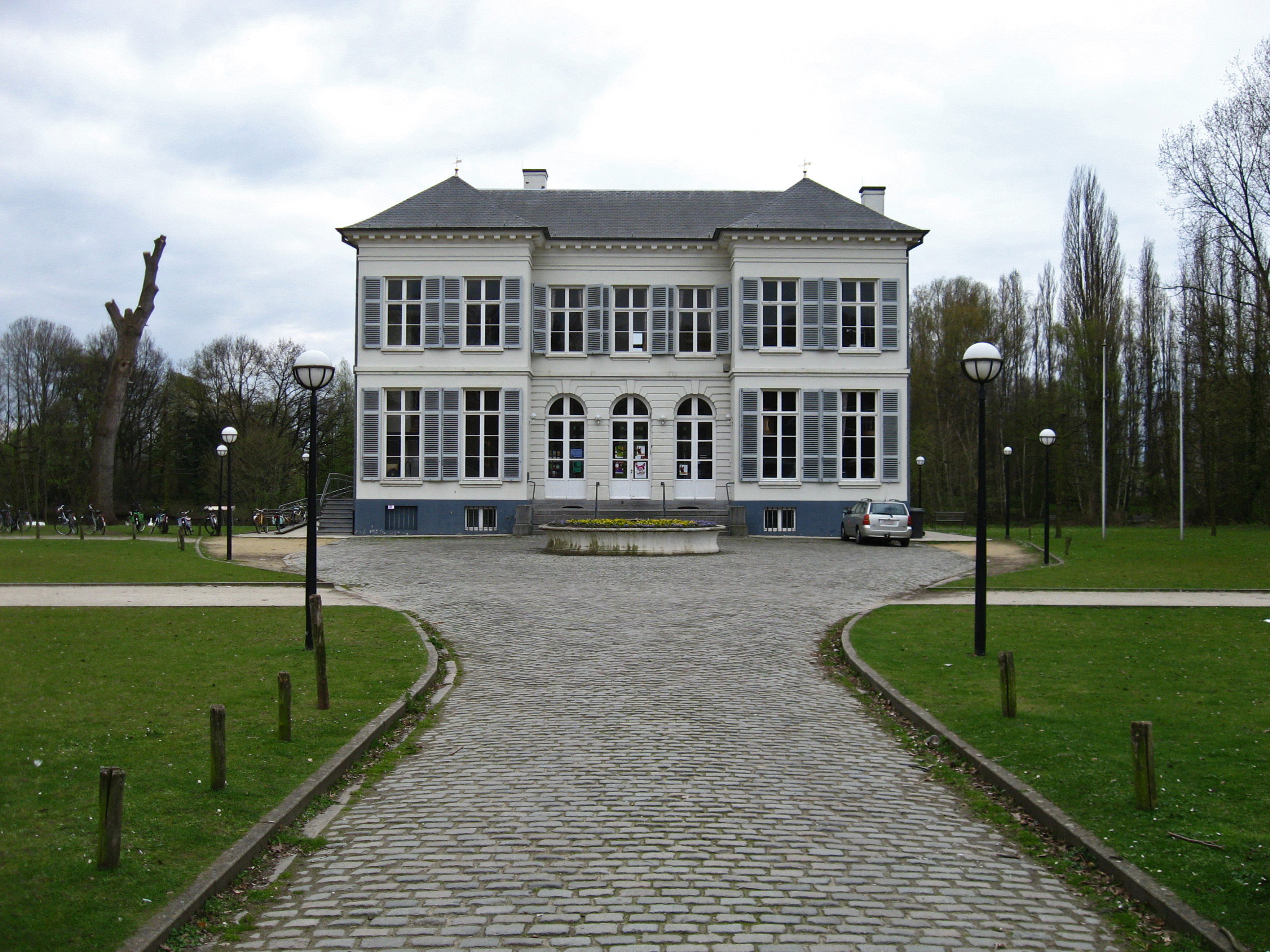
Centru cultural în castelul Bouckenborgh
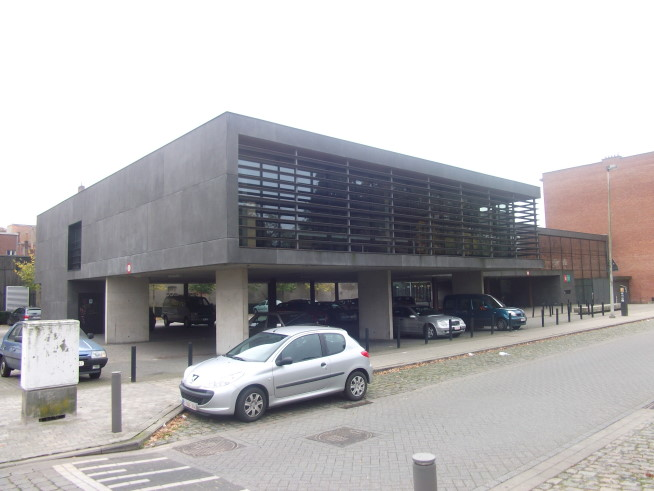
Biblioteca din Merksem.
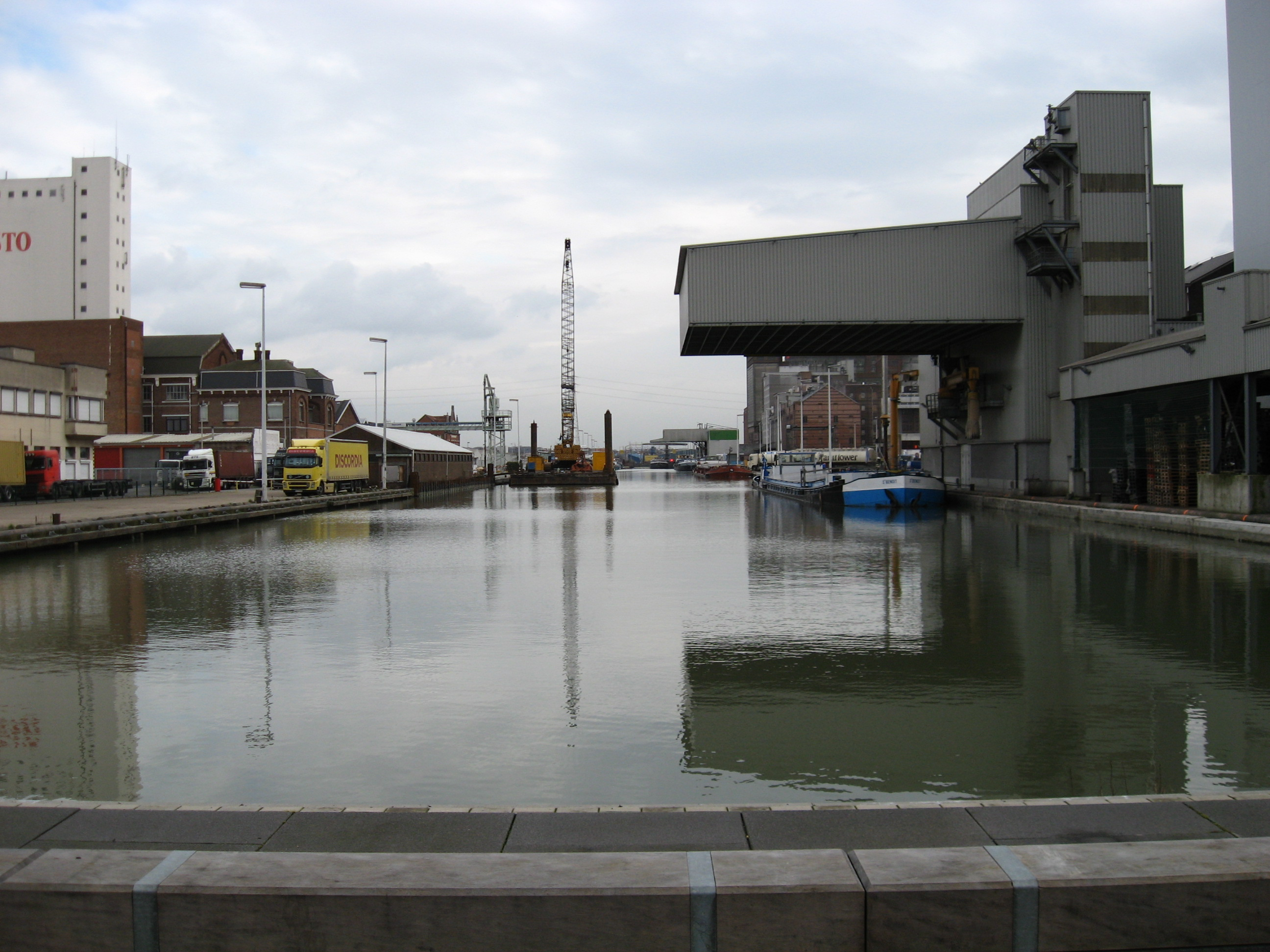
Docul principal din Merksem.
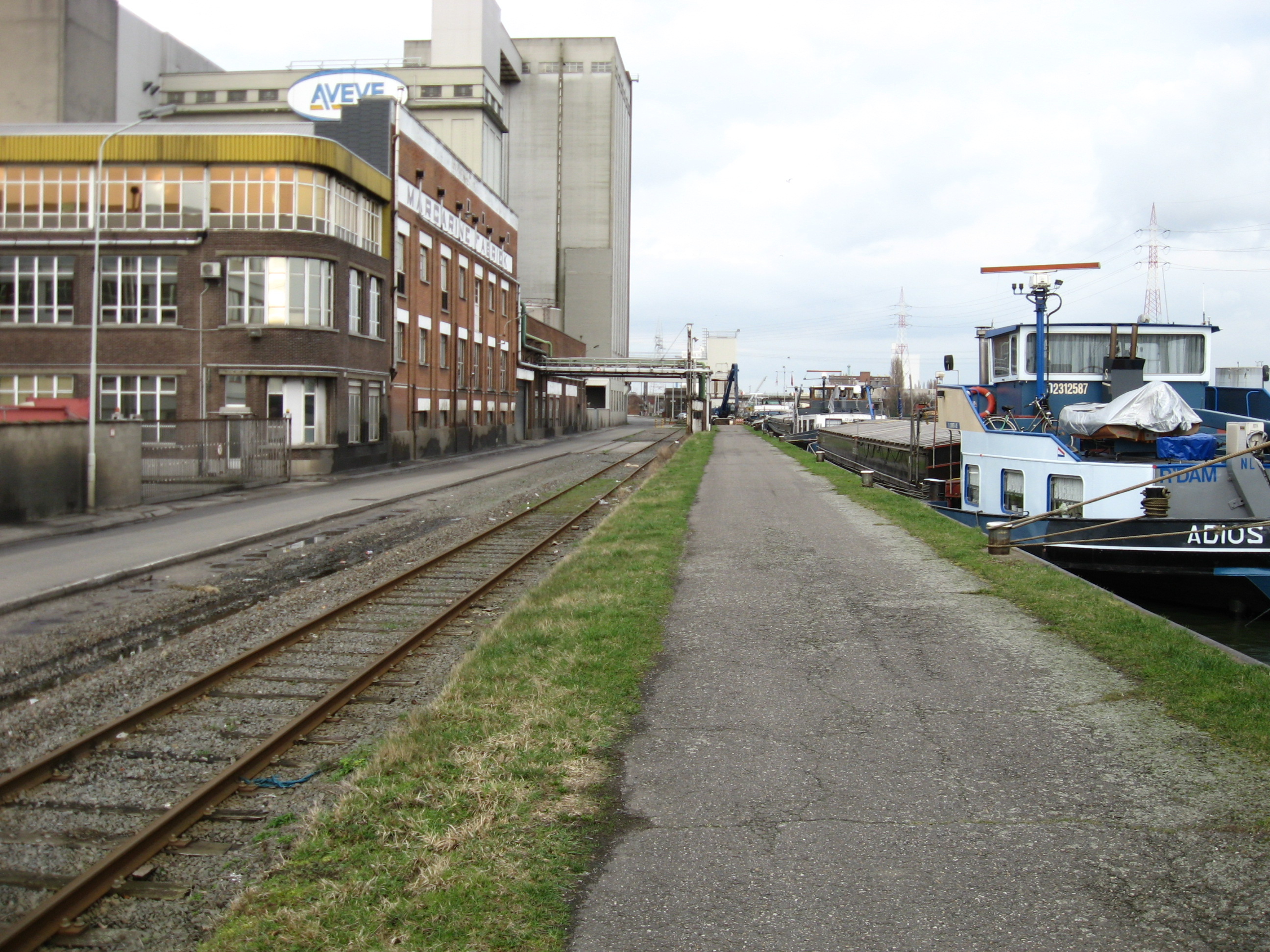
Docuri de-a lungul canalului.